# Бакгед-Ридж (Флорида)
Бакгед-Ридж (англ. Buckhead Ridge) — переписна місцевість (CDP) в США, в окрузі Глейдс штату Флорида. Населення — 1509 осіб (2020).

## Географія
Бакгед-Ридж розташований за координатами 27°7′53″ пн. ш. 80°53′11″ зх. д. / 27.13139° пн. ш. 80.88639° зх. д. (27.131254, -80.886417). За даними Бюро перепису населення США в 2010 році переписна місцевість мала площу 3,92 км², з яких 3,62 км² — суходіл та 0,30 км² — водойми.

## Демографія
Згідно з переписом 2010 року, у переписній місцевості мешкало 1450 осіб у 714 домогосподарствах у складі 455 родин. Густота населення становила 370 осіб/км². Було 1227 помешкань (313/км²).
Расовий склад населення:
| - 97,8 % — білих - 0,7 % — корінних американців - 0,6 % — чорних або афроамериканців - 0,1 % — азіатів |

До двох чи більше рас належало 0,8 %. Частка іспаномовних становила 2,1 % від усіх жителів.
За віковим діапазоном населення розподілялося таким чином: 10,1 % — особи молодші 18 років, 46,6 % — особи у віці 18—64 років, 43,3 % — особи у віці 65 років та старші. Медіана віку мешканця становила 61,6 року. На 100 осіб жіночої статі у переписній місцевості припадало 97,5 чоловіків; на 100 жінок у віці від 18 років та старших — 97,6 чоловіків також старших 18 років.
Середній дохід на одне домашнє господарство становив 36 218 доларів США (медіана — 28 444), а середній дохід на одну сім'ю — 40 783 долари (медіана — 36 316). За межею бідності перебувало 19,7 % осіб, у тому числі 37,3 % дітей у віці до 18 років та 14,9 % осіб у віці 65 років та старших.
Цивільне працевлаштоване населення становило 386 осіб. Основні галузі зайнятості: освіта, охорона здоров'я та соціальна допомога — 26,2 %, роздрібна торгівля — 21,0 %, транспорт — 9,8 %, будівництво — 8,0 %.